# Tenzidi
Tenzidi ili surfaktanti su supstance koje snižavaju površinski napon vode u odnosu na vazduh ili u odnosu na graničnu površinu sa drugim supstancama. Reč surfaktant potiče od engleskog naziva za površinski aktivne supstance - surface acting agent. Surfaktanti se primenjuju kao sredstva za čišćenje, a takođe i u tekstilnoj industriji kao sredstva za kvašenje, emulgaciju i omekšavanje. 

## Struktura i delovanje surfaktanata
Površinski aktivne supstance se u rastvoru raspoređuju tako da je njihova koncentracija na graničnoj površini veća od koncentracije u unutrašnjosti rastvora. To omogućava njihova struktura koja se sastoji od hidrofobnog i hidrofilnog dela molekula. Hidrofobni deo je alifatski ugljovodonični lanac (ravan ili razgranat). Hidrofilni deo molekula ima afinitet prema vodi, a to može biti hidrofilna grupa npr. karboksilna, sulfatna, sulfonska, ortofosforna, amino grupa, sulfonamidna, itd. Pri povećanoj koncentraciji surfaktanta dolazi do formiranja submikroskopskih čestica (micele) u unutrašnjosti rastvora. Micele su izgrađene od nekoliko stotina molekula čiji su hidrofilni delovi okrenuti prema vodi, a hidrofobni lanci prema unutrašnjosti. Ova pojava omogućava solubiizaciju dve tečnosti koje se ne mešaju, tj. prividno povećanje rastvorljivosti. Npr. emulzija vode i ulja se može stabilizovati u prisustvu površinski aktivne supstance.
Svetska proizvodnja surfaktanata procenjuje se na 15 miliona tona godišnje, od čega oko polovine čine sapuni. Ostali surfaktanti proizvedeni u posebno velikom obimu su linearni alkilbenzenski sulfonati (1,7 miliona tona/god), ligninski sulfonati (600.000 tona/god), etoksilati masnih alkohola (700.000 tona/god) i alkilfenolni etoksilati (500.000 tona/god).

## U biologiji
Ljudsko telo proizvodi različite surfaktante. Plućni surfaktant se proizvodi u plućima kako bi se olakšalo disanje povećanjem ukupnog plućnog kapaciteta i plućne usaglašenosti. Kod respiratornog distresnog sindroma ili RDS, terapija zamene surfaktanata pomaže pacijentima da imaju normalno disanje korišćenjem farmaceutskih oblika surfaktanata. Jedan primer farmaceutskih plućnih surfaktanata je Survanta (beraktant) ili njegov generički oblik Beraksurf koji proizvode Abvi i Tekzima. Žučne soli, surfaktant proizveden u jetri, igraju važnu ulogu u varenju.

## Bezbednosni i ekološki rizici
Većina anjonskih i nejonskih surfaktanata su netoksični, imaju LD50 uporediv sa kuhinjskom soli. Toksičnost kvaternarnih amonijum jedinjenja, koja su antibakterijska i antifungalna, varira. Dialkildimetilamonijum hloridi (DDAC, DSDMAC) koji se koriste kao omekšivači imaju nizak LD50 (5 g/kg) i u suštini su netoksični, dok dezinfekciono sredstvo alkilbenzildimetilamonijum hlorid ima LD50 od 0,35 g/kg. Produžena izloženost surfaktantima može iritirati i oštetiti kožu jer tenzidi ometaju lipidnu membranu koja štiti kožu i druge ćelije. Iritacija kože generalno se povećava u nizu nejonskih, amfoternih, anjonskih, katjonskih surfaktanata.
Surfaktanti se rutinski deponuju na brojne načine na kopnu i u vodenim sistemima, bilo kao deo predviđenog procesa ili kao industrijski i kućni otpad.
Anjonski surfaktanti se mogu naći u zemljištu kao rezultat primene kanalizacionog mulja, navodnjavanja otpadnim vodama i procesa remedijacije. Relativno visoke koncentracije surfaktanata zajedno sa multimetalima mogu predstavljati rizik za životnu sredinu. Pri niskim koncentracijama, malo je verovatno da će primena surfaktanta imati značajan uticaj na pokretljivost metala u tragovima.
U slučaju izlivanja nafte Dipvoter Horajzon, enormne količine koreksita prskane su direktno na okean na mestu curenja i na površini morske vode. Očigledna teorija je bila da surfaktanti izoluju kapljice ulja, što olakšava mikrobima koji konzumiraju naftu da svare ulje. Aktivni sastojak u korekitu je dioktil natrijum sulfosukcinat (DOSS), sorbitan monooleat (Span 80) i polioksietilenovani sorbitan monooleat (Tvin-80).

### Biodegradacija
Zbog količine surfaktanata koji se ispuštaju u životnu sredinu, njihova biorazgradnja je od velikog interesa. Strategije za poboljšanje degradacije uključuju tretman ozonom i biorazgradnju. Dva glavna surfaktanta, linearni alkilbenzen sulfonati (LAS) i alkil fenol etoksilati (APE) razlažu se u aerobnim uslovima koji se nalaze u postrojenjima za prečišćavanje otpadnih voda i u zemljištu do nonilfenola, za koji se smatra da je endokrini disruptor. Interesovanje za biorazgradive surfaktante dovelo je do velikog interesovanja za „biosurfaktante“ poput onih dobijenih od aminokiselina.
Veliku pažnju privlači nebiorazgradljivost fluorosurfaktanta, npr. perfluorooktanoinska kiselina (PFOA).

## Aplikacije
Godišnja globalna proizvodnja surfaktanata iznosila je 13 miliona tona u 2008. U 2014, svetsko tržište surfaktanata dostiglo je obim od više od 33 milijarde američkih dolara. Istraživači tržišta očekuju da će se godišnji prihodi povećati za 2,5% godišnje na oko 40,4 milijarde dolara do 2022. Komercijalno najznačajniji tip surfaktanata je trenutno anjonski surfaktant LAS, koji se široko koristi u sredstvima za čišćenje i deterdžentima.
Surfaktanti igraju važnu ulogu kao sredstva za čišćenje, vlaženje, dispergovanje, emulgovanje, penjenje i sprečavanje pene u mnogim praktičnim primenama i proizvodima, uključujući deterdžente, omekšivače, motorna ulja, emulzije, sapune, boje, lepkove, mastila, sredstva protiv zamagljivanja, voskove za skije, vosak za snoubord, uklanjanje mastila sa recikliranog papira, u flotaciji, pranju i enzimskim procesima i laksativima. Takođe agrohemijske formulacije kao što su pojedini herbicidi, insekticidi, biocidi (sredstva za dezinfekciju) i spermicidi (nonoksinol-9). Proizvodi za ličnu negu kao što su kozmetika, šamponi, gel za tuširanje, balzami za kosu i paste za zube. Surfaktanti se koriste u gašenju požara i cevovodima (tečna sredstva za smanjenje otpora). Za mobilizaciju nafte u naftnim bušotinama koriste se alkalni surfaktantni polimeri.
Surfaktanti deluju tako da izazovu izmeštanje vazduha iz matrice pamučnih jastučića i zavoja, tako da se lekoviti rastvori mogu apsorbovati pri primeni na različitim delovima tela. Oni takođe deluju na izbacivanje prljavštine i ostataka upotrebom deterdženata pri ispiranju rana i primeni lekovitih losiona i sprejeva na površinu kože i sluzokože.

### Deterdženti u biohemiji i biotehnologiji
U rastvoru, deterdženti pomažu u rastvorljivosti različitih hemijskih vrsta tako što rastavljaju agregate i razvijaju proteine. Popularni surfaktanti u biohemijskoj laboratoriji su natrijum lauril sulfat (SDS) i cetil trimetilamonijum bromid (CTAB). Deterdženti su ključni reagensi za ekstrakciju proteina lizom ćelija i tkiva: oni dezorganizuju lipidni dvosloj membrane (SDS, Triton X-100, X-114, CHAPS, DOC, i NP-40) i rastvaraju proteine. Blaži deterdženti kao što su oktil tioglukozid, oktil glukozid ili dodecil maltozid se koriste za solubilizaciju membranskih proteina kao što su enzimi i receptori bez njihovog denaturisanja. Nerastvoreni materijal se sakuplja centrifugiranjem ili na drugi način. Za elektroforezu, na primer, proteini se klasično tretiraju sa SDS-om da bi se denaturisale prirodne tercijarne i kvaternarne strukture, omogućavajući razdvajanje proteina prema njihovoj molekulskoj težini.
Deterdženti su takođe korišćeni za decelularizaciju organa. Ovaj proces održava matricu proteina koja čuva strukturu organa i često mikrovaskularnu mrežu. Proces je uspešno korišćen za pripremu organa kao što su jetra i srce za transplantaciju kod pacova. Plućne surfaktante takođe prirodno luče ćelije tipa II plućnih alveola kod sisara.

### Priprema kvantne tačke
Surfaktanti se koriste sa kvantnim tačkama da bi se manipulisalo rastom, sastavljanjem i električnim svojstvima kvantnih tačaka, pored posredovanja reakcija na njihovim površinama. Istraživanja su u toku o tome kako se surfaktanti raspoređuju na površini kvantnih tačaka.

### Surfaktanti u mikrofluidici na bazi kapljica
Surfaktanti igraju važnu ulogu u mikrofluidici zasnovanoj na kapljicama u stabilizaciji kapljica, i sprečavanju fuzije kapljica tokom inkubacije.

## Spoljašnje veze
- Медији везани за чланак Tenzidi на Викимедијиној остави